# Calathea hopkinsii
Calathea hopkinsii är en strimbladsväxtart som beskrevs av Rafaela Campostrini Forzza. Calathea hopkinsii ingår i släktet Calathea och familjen strimbladsväxter. Inga underarter finns listade.